# 圣弗鲁克托索-德巴赫斯
圣弗鲁克托索-德巴赫斯，是西班牙加泰罗尼亚巴塞罗那省的一个市镇。总面积22平方公里，总人口5936人（2001年），人口密度270人/平方公里。